# Samsung Galaxy S5
Il Samsung Galaxy S5, identificato con il codice SM-G900F, è uno smartphone prodotto da Samsung con sistema operativo Android, annunciato al Mobile World Congress 2014 che si è tenuto a Barcellona dal 24 al 27 febbraio.
È il quinto dispositivo top di gamma della serie Galaxy S, successore del Galaxy S4 e predecessore del Galaxy S6.

## Caratteristiche[2]

### Hardware
Possiede un display touchscreen da 5.1 pollici Super AMOLED Full HD, sono presenti un pulsante centrale che incorpora un sensore per le impronte digitali, e due pulsanti soft touch (uno per tornare indietro e uno per il multitasking). La fotocamera è da 16 megapixel con registrazione video in 4K e presenta inoltre la funzione HDR in tempo reale, senza che vi sia la necessità di scattare 3 foto dello stesso soggetto ad esposizioni diverse per realizzarne una quarta con dettagli chiari e ombre bilanciate. La resistenza ad acqua e polvere è garantita dalla certificazione IP67 (il dispositivo può essere immerso in acqua fino ad un metro di profondità, per un massimo di 30 minuti). La back-cover è estraibile e consente di accedere alla batteria da 2800 mAh e allo slot per schede microSD. L'ingresso micro-USB 3.0 sul fondo è protetto da un cappuccio per evitare infiltrazioni d'acqua.
Il lettore di impronte digitali consente di accedere al telefono e di sfruttare applicativi che richiedono l'identificazione dell'utente, come i pagamenti.
Sono supportate quattro bande GSM/GPRS/EDGE, quattro bande UMTS/HSPA+ ed LTE in Cat.4. Per quanto riguarda la connettività troviamo il Wi-Fi 802.11 a/b/g/n/ac dual band con sistema di antenne doppie MIMO, Wi-Fi Direct, Miracast, DLNA, la funzione Download Booster che combina WiFi ed LTE per download di file superiori a 30MB, il Bluetooth 4.0 + LE, l'NFC con Android Beam ed S Beam, una porta IRDA e la porta USB 3.0 con supporto MTP/MTP, MHL ed USB On the Go. Non mancano un ottimo GPS con A-GPS e GLONASS, sensore Hall per il riconoscimento dei campi magnetici, accelerometro, sensore geo-magnetico, giroscopio e barometro. Non è presente la radio FM.
Viene introdotta l'applicazione S Health, che consente di utilizzare il sensore posto sul retro del dispositivo, al di sotto della fotocamera, per rilevare il proprio battito cardiaco. Altra nuova funzione per la fotocamera è il Tour Virtuale, grazie ad esso è possibile scattare foto a 360 gradi. Per quanto riguarda la batteria è stato introdotto il "risparmio energetico avanzato": può essere attivato in qualsiasi momento dalle impostazioni o utilizzando il pulsante situato all'interno della barra delle notifiche. Attivando questa funzione, lo schermo diventa in bianco e nero e restano attive solo funzioni essenziali come chiamate ed SMS; ciò consente di prolungare sensibilmente la durata della batteria.
Sono state aggiunte anche due modalità d'uso del telefono: la "modalità bambino", che rende la schermata più semplice e la "modalità privata", che consente di far usare ad altri il proprio smartphone proteggendo alcuni dati, documenti e messaggi personali.
Per quanto riguarda le cover, Galaxy S5 è compatibile con S View Cover, che protegge il telefono permettendo allo stesso tempo di accedere ad una porzione di schermo in alto con collegamenti rapidi a fotocamera, orario e notifiche.
Il telefono utilizza un processore Qualcomm Snapdragon 801 da 2.5 GHz quad-core, coadiuvato da una GPU Adreno 330 e 2 GB di memoria RAM.

### Software
Il sistema operativo utilizzato è Android 4.4.2 KitKat ed è stato aggiornato fino alla versione Android 6.0.1 Marshmallow.
Le patch di sicurezza disponibili per Galaxy S5 sono molto diverse a seconda del mercato di riferimento e dell’operatore che ha personalizzato il dispositivo.
Per il modello italiano non brandizzato, le ultime disponibili risalgono ad aprile 2017.

## Varianti ed altri modelli

### Samsung Galaxy S5 Neo
La versione dell'ex top di gamma, aggiornata e rivista, è stata resa disponibile ad agosto 2015. È considerato virtualmente l'erede di Galaxy S III Neo del 2014.

#### Hardware
Fisicamente mantiene le stesse dimensioni di S5, presentando solo alcune differenze principali: la porta microUSB non è più coperta dallo sportellino ed è in versione 2.0 (il dispositivo mantiene comunque la certificazione IP67), la cover posteriore ha una trama puntinata più fitta e il profilo laterale è leggermente diverso.
Dal punto di vista tecnico le differenze sono più marcate.
Il SoC è un Samsung Exynos 7580 octa-core a 64 bit da 1,6 GHz con GPU Mali-T720 MP2, la memoria interna è da 16 GB espandibile con MicroSD fino a 64 GB e la RAM è da 2 GB. La connettività LTE è più veloce, passando da 150 fino a 300 Mb/s ed il Bluetooth passa dalla versione 4.0 alla 4.1. Lo schermo rimane lo stesso Full HD Super-AMOLED (1920x1080 in 16:9) a 432 ppi. Fotocamera posteriore da 16 Megapixel in 4:3 (mentre la fotocamera frontale passa a 5.1 Megapixel) con registrazione video a 1080p a 30 fps. Rispetto al modello principale è stata aggiunta anche la Radio FM, ma non sono più presenti il lettore di impronte digitali e la porta infrarossi.
La batteria agli ioni di litio è da 2800 mAh e removibile.
È disponibile nelle colorazioni nero, grigio argentato e oro.

#### Software
Il sistema operativo è Android 5.1.1 Lollipop, poi aggiornato alla versione 6.0.1 Marshmallow con interfaccia TouchWiz 6.0.
La sola versione canadese (SM-G903W) è aggiornabile fino ad Android 7.0 Nougat.
Le ultime patch di sicurezza disponibili risalgono ad aprile 2018 per il modello italiano e per la maggior parte dei modelli europei.

#### Prezzo
Galaxy S5 Neo è stato lanciato al prezzo di €449 in Italia.

### Samsung Galaxy S5 Mini
Il Samsung Galaxy S5 Mini è stato annunciato il 2 luglio 2014 ed è una versione rimpicciolita e meno potente del Samsung Galaxy S5.

#### Caratteristiche generali
Come Galaxy S5 standard, possiede la certificazione IP67, presenta un sensore per il rilevamento del battito cardiaco ed un altro per le impronte digitali, il display è di tipologia AMOLED, la scocca è in plastica, la batteria è sostituibile e la memoria è espandibile.
Anche le colorazioni nelle quali è disponibile sono le stesse del modello principale.
Rispetto al dispositivo di punta, si differenzia principalmente per il SoC montato, che è un Samsung Exynos 3740 con prestazioni sensibilmente inferiori rispetto a quelle del Qualcomm Snapdragon 801.
Le impostazioni fotografiche sono le stesse di Galaxy S5, eccezion fatta per le funzionalità "dual camera" e "focus istantaneo", non presenti in questa variante Mini.
Le lenti utilizzate sono meno performanti rispetto al modello principale.

#### Software
Nasce con la stessa versione di Android presente su Galaxy S5 e il 15 gennaio 2016 ha ricevuto in Italia l'aggiornamento ad Android 5.1.1 a partire dai modelli marcati Vodafone.
Con estremo ritardo, ha ricevuto anche Android 6.0 Marshmallow.
Le ultime patch di sicurezza disponibili per il modello italiano non brandizzato risalgono ad agosto 2017.

### Samsung Galaxy S5 Duos/S5 Mini Duos
Queste due varianti Dual Sim/Dual Stand-by del Samsung Galaxy S5 ed S5 Mini, sono esteticamente identiche ai modelli di partenza, con la sola aggiunta di un doppio lettore di sim card in formato Micro SIM. Solo il Galaxy S5 Mini DUOS non supporta le reti LTE, mentre la versione Dual SIM del modello originale, identificata dal codice modello SM-G900FD, mantiene le stesse caratteristiche hardware e software, con la sola differenza di possedere un lettore aggiuntivo di sim card ed è stato prodotto solo in versione LTE CAT4 con velocità massime di download upload di 150/50 Mbit/s, al contrario del modello base che può raggiungere anche velocità doppie.

## Riconoscimenti
Secondo Consumer Reports il miglior smartphone dell'anno 2014 è il Samsung Galaxy S5. Nella classifica, in prima posizione troviamo il Galaxy S5 e il Galaxy S5 Active con 79 punti, seguiti da un altro membro della famiglia Galaxy, l'S5 Sport con 78 punti. Questa differenza di punteggio tra stessi S5 è dovuta alla durata della batteria, leggermente inferiore sul modello Sport.